# Rocha (stad)
Rocha is een stad in Uruguay en tevens de hoofdstad van het gelijknamige departement. De stad heeft 25.538 inwoners (2004) en langs de stad stroomt de rivier de Rocha.
In 1793 werd de stad gesticht onder de naam Nuestra Señora de los Remedios de Rocha en verkreeg in 1894 stadsrechten. Vandaag de dag is Rocha een belangrijk toeristisch oord door de mooie stranden van het departement.

## Sport
Rocha is de thuisbasis van de profvoetbalclub Rocha FC, die in 1999 werd opgericht na een fusie van veertig clubs uit het departement Rocha. De club speelt zijn thuiswedstrijden in het Estadio Municipal Doctor Mario Sobrero, dat plaats biedt aan 10.000 toeschouwers.

## Geboren
- Daniel Revelez (1959), voetballer